# الویس (فیلم ۲۰۱۶)
الویس نام یک فیلم درام سوئیسی به کارگردانی توبیاس نولی محصول ۲۰۱۶ است. این فیلم در بخش پانوراما شصت و ششمین جشنواره بین‌المللی فیلم برلین به نمایش درآمد.

## بازیگران
گئورگ فریدریش در نقش آلویس ادورن
کامیل کرجی در نقش آقای شوچ
یوفی لی در نقش ین لی
کوی لی در نقش آقای لی
سباستین کراهنبول به عنوان سرپرست
کارل فریدریش در نقش پدر آلویس

## داستان
یک زن مرموز با صدایی جذاب، تماسی با یک کارآگاه خصوصی منزوی برقرار می‌کند. کارآگاه درگیر بازی ذهنی آن زن شده و خود را غرق در یک دنیای خیالی می‌بیند…